# Schlacht von Osca
Baetis – Lauron – Valentia – Italica – Sucro – Saguntum – Osca
Die Schlacht von Osca fand in der Nähe von Osca auf der iberischen Halbinsel zwischen den römischen Feldherren Gnaeus Pompeius Magnus und Marcus Perpenna statt. Sie stand im Zusammenhang mit dem Bürgerkrieg zwischen Gaius Marius und den Unterstützern Lucius Cornelius Sulla Felixs. Marcus Perpenna war der letzte Unterstützer des Marius, der, nachdem er aufgrund innerer Machtkämpfe seinen Vorgesetzten Quintus Sertorius ermordet hatte, Rom noch Widerstand leistete.
Der Konflikt zwischen den Sullanern und Marianern in Spanien und Nordafrika von 80 bis 72 v. Chr. wird auch als Sertorianischer Krieg bezeichnet.

## Vorgeschichte
Während des Bürgerkriegs 87–84 v. Chr. kämpfte Quintus Sertorius für die Marius-Fraktion gegen Sulla, mit welcher er sich jedoch noch während des Krieges zerstritt. Daraufhin wurde er im Jahr 83 v. Chr. als Statthalter auf die iberische Halbinsel geschickt, wo er erfolgreich die Stämme Hispaniens an sich band. Jedoch verlor die Fraktion rund um Marius, an welche sich Sertorius immer noch gebunden fühlte, den Krieg gegen Sulla in Italien und Sulla entsandte 82 v. Chr. eine Armee unter Gaius Annius, die ihn von der iberischen Halbinsel vertrieb.
Im Jahre 80 v. Chr. landete Sertorius erneut in Hispania, schlug eine römische Armee in der Schlacht am Baetis und warf wiederholt Armeen unter dem Kommando von Konsul Quintus Caecilius Metellus Pius aus Rom zurück. Daraufhin entsandte der Senat 76 v. Chr. Pompeius, um Sertorius zu besiegen. Zu Beginn des Jahres 75 v. Chr. besiegte Pompeius die Legaten des Sertorius, Perpenna und Herennius, in einer Schlacht bei Valentia. Sertorius, der gegen Metellus ziehen wollte, musste nun stattdessen nach Osten eilen, um die Situation wiederherzustellen, und ließ seinen Offizier Lucius Hirtuleius gegen Metellus zurück.
Metellus besiegte Hirtuleius prompt in einer Schlacht in der Nähe der römischen Kolonie Italica und Metellus verfolgte ihn, um Sertorius nun von zwei Seiten unter Druck zu setzen. Pompeius blockierte Sertorius nahe dem Ort Sucro. Als Sertorius von Hirtuleius’ Niederlage und dem Verlust seiner Armee bei Italica hörte, beschloss er, Pompeius zu besiegen, bevor Metellus aus dem Westen eintreffen würde. Pompeius beschloss, nicht auf Metellus zu warten. Die darauffolgende Schlacht von Sucro blieb ergebnislos.

## Ermordung von Sertorius
Nach einer weiteren ergebnislosen Schlacht nahe Saguntum kam es im Jahre 73 v. Chr. zu einer wachsenden Spaltung zwischen den römischen und iberischen Elementen der sertorianischen Koalition. Metellus hatte jedem, der Sertorius verraten würde, eine Belohnung von hundert Silbertalenten und zwanzigtausend Morgen Land angeboten. Dies führte dazu, dass Sertorius seiner römischen Leibwache nicht mehr traute und er diese gegen eine iberische tauschte, was bei den Römern im sertorianischen Lager Unverständnis hervorrief. Sertorius sollte jedoch Recht behalten, denn jetzt begann eine Gruppe von Römern, seine Ermordung zu planen. Sie wollte Sertorius loswerden, der immer unberechenbarer und paranoider wurde.
Im nächsten Jahr lud Perperna Sertorius zu einem Bankett ein und ließ ihn von seinen Mitverschwörern beim Essen ermorden.

## Verlauf
Pompeius lockte Perpernas Armee mit zehn Kohorten als Köder in einen Hinterhalt. Er ließ zu, dass diese über ein weites Gebiet verstreut angegriffen wurden, und als sie sich zurückzogen, zogen sie Perpernas Armee in den Hinterhalt. Als Pompeius angriff, drehten sich auch die zehn Kohorten um und griffen ihre Verfolger von vorne an. Pepernas Armee wurde fast vollständig vernichtet, die Verschwörer und Peperna gefangen genommen, hingerichtet und die verbleibenden Sertorianer in den folgenden Monaten besiegt.

## Folgen
Durch den Sieg Roms bei Osca war der Bürgerkrieg vollständig beendet. Viele Legionen und Offiziere von Sertorius stellten sich freiwillig erneut in die Dienste der Republik. Die iberischen Stämme, die mit Sertorius verbündet waren, hatten bereits zumeist nach dessen Tod Frieden mit Pompeius geschlossen, der nach seinem Sieg nach Rom zurückkehrte. Metellus wurde später zum Pontifex Maximus gewählt.
Die Sicherung der Loyalität vieler Stämme gegenüber Rom war wegweisend für die Zukunft, in welcher Hispania für lange Zeit zu einer Kernprovinz des Römischen Reiches wurde. Erst durch die Vandalen brach in der Spätantike wieder Unruhe aus.